# Sycophila siphonodoni
Sycophila siphonodoni är en stekelart som först beskrevs av Girault 1926.  Sycophila siphonodoni ingår i släktet Sycophila och familjen kragglanssteklar. Inga underarter finns listade i Catalogue of Life.